# Brienomyrus tavernei
Brienomyrus tavernei är en fiskart som beskrevs av Max Poll 1972. Brienomyrus tavernei ingår i släktet Brienomyrus och familjen Mormyridae. IUCN kategoriserar arten globalt som livskraftig. Inga underarter finns listade.